# Viola missouriensis
Viola missouriensis är en violväxtart som beskrevs av Edward Lee Greene. Viola missouriensis ingår i släktet violer, och familjen violväxter. Inga underarter finns listade i Catalogue of Life.

## Bildgalleri

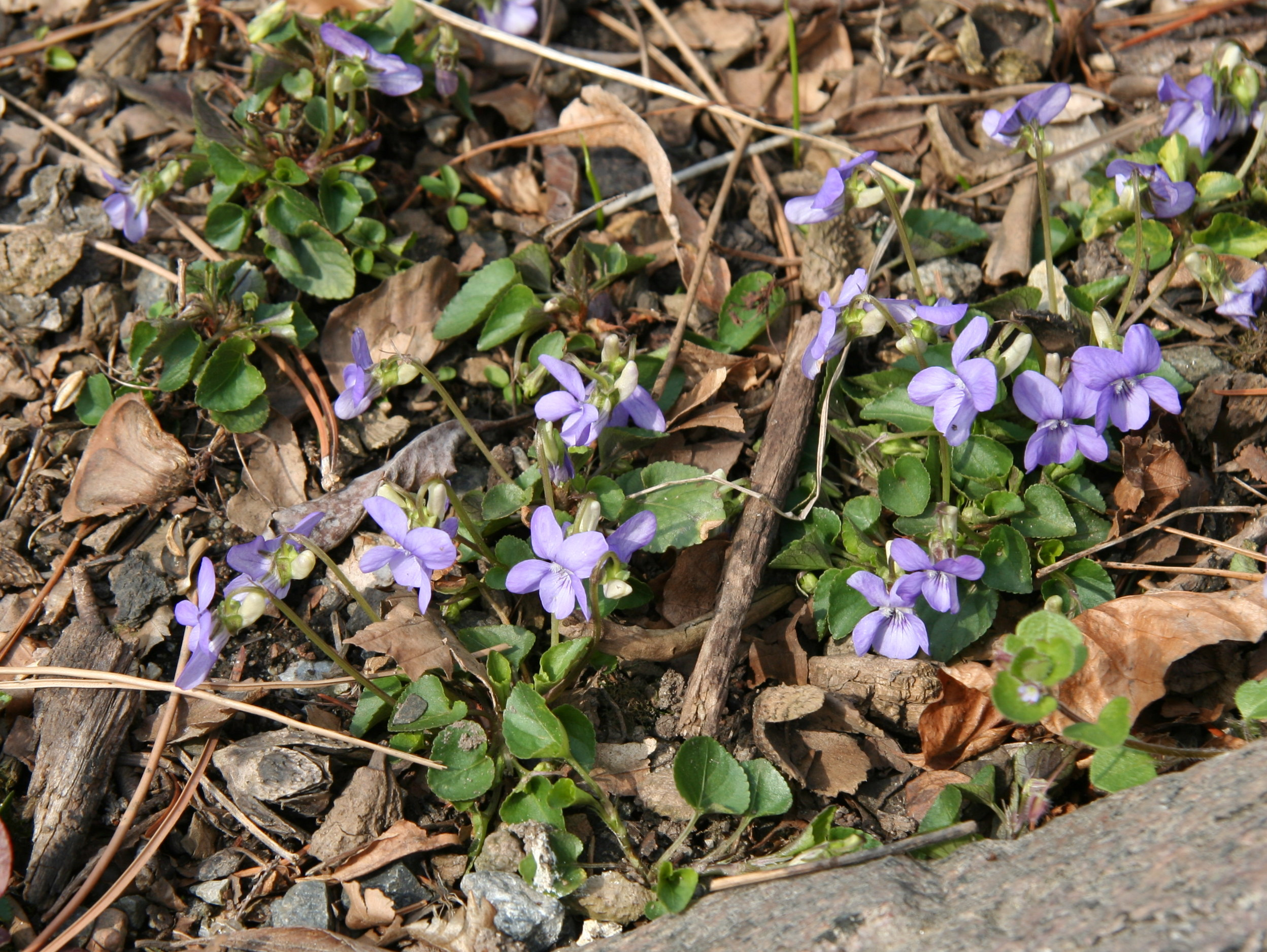
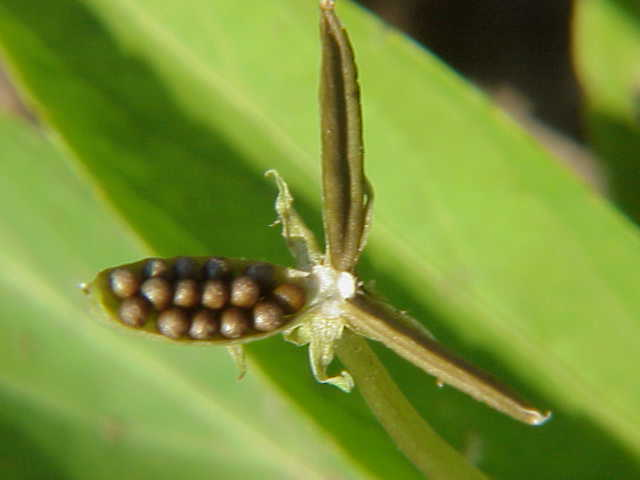
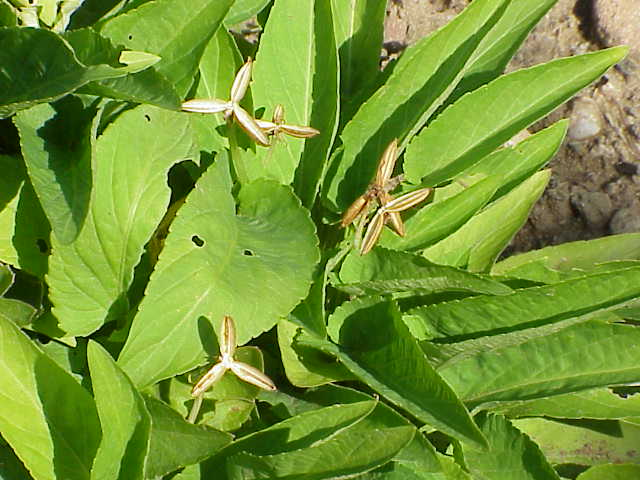